# لورا كالدر
لورا كالدر هي طاهية كندية، ولدت في 20 أبريل 1970.